# 北郭村
北郭村，是中华人民共和国山西省晋中市太谷区水秀镇下辖的一个村。

## 历史文化
2019年6月6日，北郭村公布为第五批中国传统村落。
2016年6月6日，北郭村的法安寺公布为第五批山西省文物保护单位，编号5-60。